# 昌都地区 (消歧義)
昌都地区可以指：
- 昌都地区 (省级)：昌都战役后，由中共在西藏噶厦占据的西康省部分设置，1956年4月成立西藏自治区筹备委员会，划其管辖。
- 昌都地区：为西藏自治区的一个曾有的地区，由昌都专区于1970年改置，2014年改置为昌都市。